# Rap
Rap-ul (numit și GCing) constă în rostirea (nu intonația) de rime (engleză "flow"), jocuri de cuvinte sau poezie într-un mod ritmic. Stilistic, rapul se află la întrebarea dintre discurs, proză, poezie și cântec. După unii oamenii, cuvântul rap este un acronim, RAP = Rhythm and poetry

## Istoric
Rapul este unul dintre principalele componente ale culturii Hip-Hop alături de DJing (mixarea de melodii pentru a crea ritmul —engleză beat— pe care se cântă), graffiti și breakdance (dans specific culturii Hip-Hop), însă fenomenul precede cultura Hip-Hop cu câteva secole, cuvântul apărând în limba engleză încă din secolul al XVI-lea. De multe ori, termenul rap este folosit ca sinonim pentru hip hop. Pentru claritate, în articolul de față nu ne vom referi decât la tehnica propriu-zisă.
Câteva nume marcante ale rapului de la inceputul anilor 90'  : Wu-Tang Clan, N.W.A. (cu membrii precum Eazy-E, Ice Cube, Dr. Dre pentru a-i aminti doar pe cei ce au și albume solo), 2Pac, The Notorious B.I.G., Snoop Dogg, Eminem sau 50 Cent.
Dacă ne ducem la începutul rapului, putem să îi amintim pe cei de la Grandmaster Flash.
Grandmaster Flash, pe numele său adevărat Joseph Saddler este primul reprezentant al hip-hop-ului.
El a format în anii 1970 împreună cu alți cinci rapperi, în cartierul newyorkez Bronx, un grup considerat drept pionier al rap-ului: Grandmaster Flash and the Furious Five.
Piesa cult "The message", lansată în 1982, s-a clasat pe locul 51 în clasamentul celor mai bune 500 de cântece din istorie, stabilit de revista Rolling Stone. Melodia este prima din istoria muzicii rap care descrie fără concesie condițiile dure de viață din ghetourile newyorkeze de la începutul anilor 1980, într-o epocă în care hip-hop-ul era doar o muzică de petrecere.